# E. Riemannsche Hofbuchhandlung

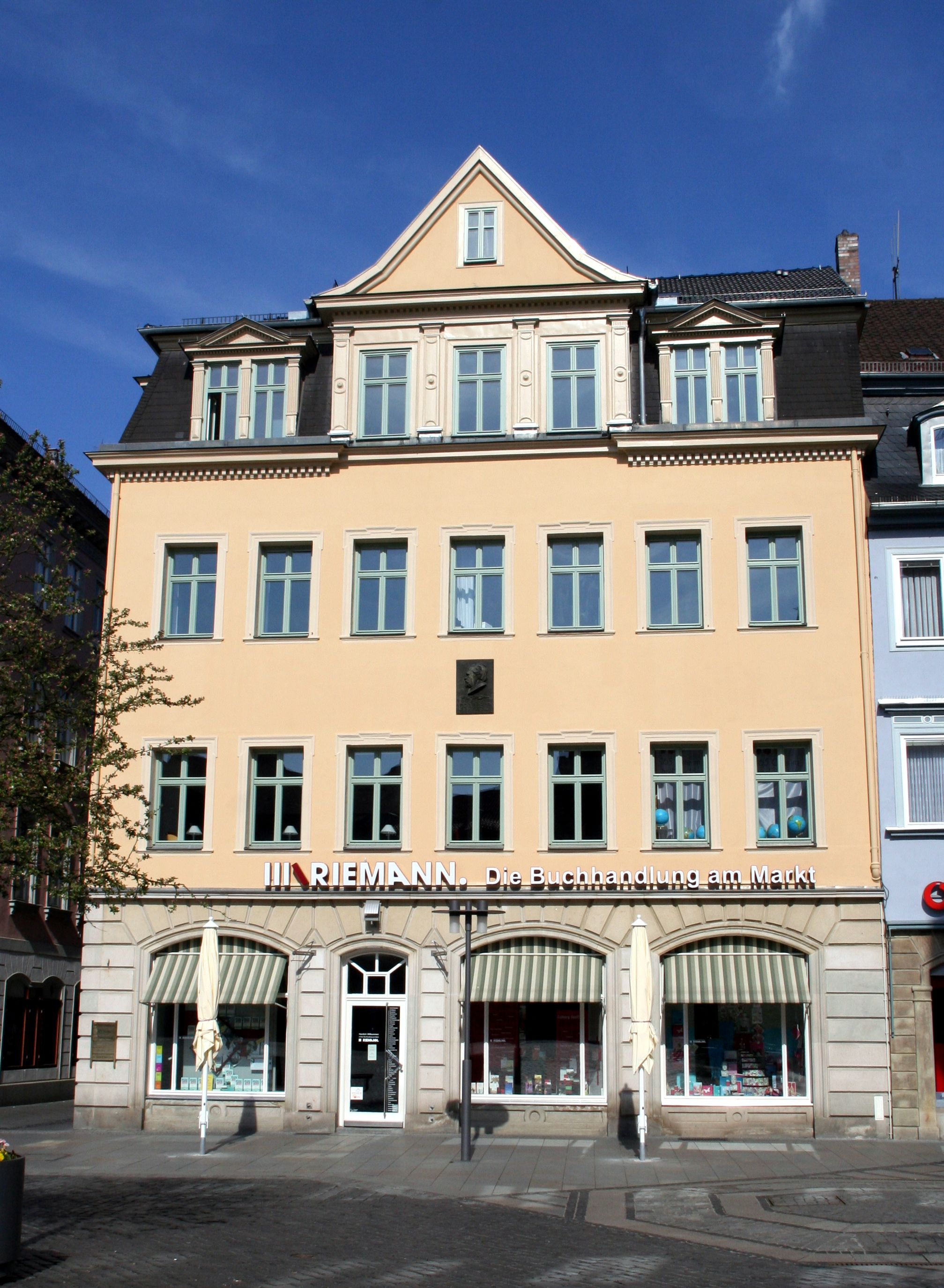
Buchhandlung Riemann

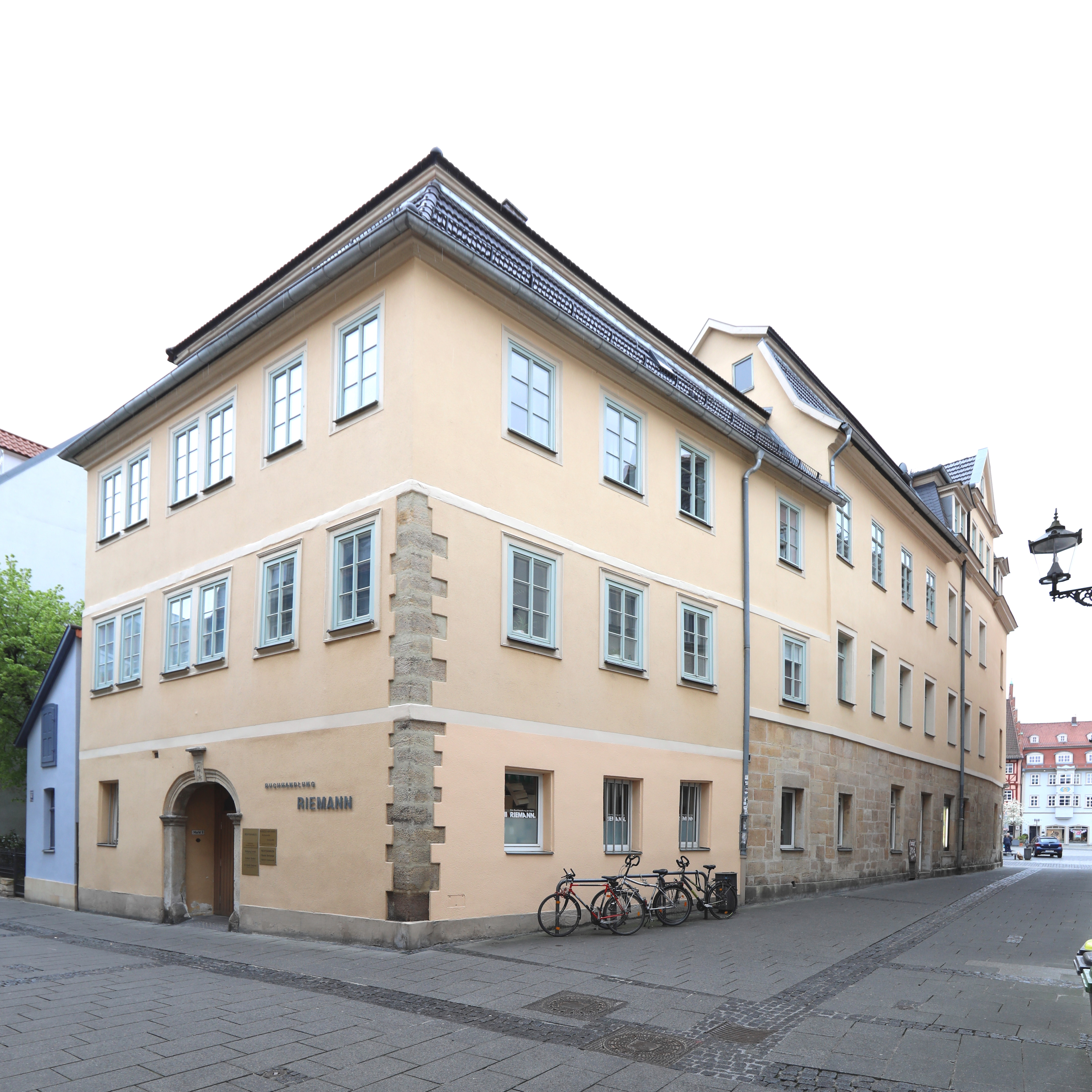
Markt 9, Rückgebäude

Die E. Riemannsche Hofbuchhandlung, kurz Buchhandlung Riemann, ist eine Buchhandlung in der oberfränkischen Stadt Coburg. Sie hat ihren Sitz an der westlichen Seite des Marktplatzes (Markt 9) in einem dreigeschossigen Eckhaus zur Nägleinsgasse, das in der Bayerischen Denkmalliste eingetragen ist.

## Unternehmensgeschichte
Die Geschichte der Buchhandlung Riemann geht zurück auf Friedrich Gruner, der 1626 von Herzog Johann Casimir das Privileg erhielt, als Buchführer zu arbeiten und so erster Buchhändler Coburgs wurde. Die jetzige Buchhandlung Riemann eröffnete 1805 als Buchbinderei in der heutigen Spitalgasse 132 und wurde 1806 um eine Buchhandlung erweitert. Im Jahr 1855 erhielt die Buchhandlung den Titel Hofbuchhandlung von Coburg. Nach mehreren Jahren, Umzügen und Übernahmen gründete der jüngere Sohn Johann Gerhards eine weitere Buchhandlung zunächst in der Ketschengasse.
Johann Martin Ernst Riemann hatte als Buchbinder u. a. in Paris gearbeitet. 1855 durfte er sich selbständig machen und erhielt eine der drei Buchhandels-Konzessionen, die der regierende Coburger Herzog Ernst II. erteilte. Bruno Riemann kaufte 1878 das Haus am Coburger Marktplatz, in dem bis heute die Buchhandlung ansässig ist. Am 21. Juni 1888 wurde die Buchhandlung Riemann zum herzoglich Sächsischen Hofbuchhändler ernannt. Seither heißt die Firma E. Riemannsche Hofbuchhandlung.
1919 übernahm Bruno Riemann d. J. das Geschäft und es folgten bis 1987 mehrere innerfamiliäre Wechsel. Zum 1. Januar 1987 wurde die Buchhandlung an Irmgard Clausen verpachtet. Im Jahr 1999 wurde von Gerhard Riemann der Riemann Verlag gegründet und der Verlagsgruppe Bertelsmann, heute Random House Verlagsgruppe, angegliedert. Clausen führte die Buchhandlung bis 2006 gepachtet und ab 2006 selbständig weiter. Im Jahr 2015 übernahmen Martina Riegert und Martin Vögele die Buchhandlung.

## Baugeschichte
Die ursprüngliche Bausubstanz des dreigeschossigen Eckhauses an der Nägleinsgasse ist spätmittelalterlich. Es entstand 1736 aus der Vereinigung zweier Häuser, von denen im Jahr 1700 eines als altes Eckhaus mit drei Geschossen, vier Stuben, einem Gewölbe und zwei Kellern beschrieben wird. Eine Neugestaltung der Fassade wurde 1866 durchgeführt. 1878 ließ der Bruno Riemann durch den Maurermeister Georg Meyer im Erdgeschoss einen Laden einbauen und die Fassade umgestalten. Umbaumaßnahmen am Dach veranlassten die Buchhändlerwitwe Auguste Riemann und ihr Sohn Bruno im Jahre 1883. Weitere Vergrößerungen der Buchhandlung und entsprechende Baumaßnahmen folgten bis zum Jahre 2004. Zu dem Gebäudekomplex gehören ein zweiflügeliges Vorderhaus und ein rückwärtiges Eckhaus. Zum Markt ist die Fassade des Mansarddachhauses durch ein gebändertes Erdgeschoss mit drei stichbogigen Fenstern und einem Ladeneingang gekennzeichnet. Die siebenachsigen Obergeschosse sind vom Erdgeschoss durch ein Profilgesims getrennt. Über diesem ist ein dreiachsiges Zwerchhaus mit ornamentierten Pilastern und einem Dreiecksgiebel, flankiert von zwei Hausgauben, angeordnet. In der Fassadenmitte ist seit 1935 eine Relieftafel des Künstlers Edmund Meusel zum Gedenken an den im zweiten Obergeschoss geborenen Komponisten Felix Draeseke angebracht. In der Nägleinsgasse sind das Erdgeschoss mit Quadermauerwerk ausgeführt und die Obergeschosse mit vier Fensterachsen ausgebildet. Das dem Eckhaus folgende Rückgebäude stammt im Kern aus dem 16. Jahrhundert. Es ist auch vierachsig gestaltet, gefolgt vom dreigeschossigen, vierachsigen Eckbau am Straßenknick der Nägleinsgasse. Der rückwärtige Mansardwalmdachbau hat einen Geschosssprung und besitzt in der Westfassade ein Korbbogenportal mit einem Keilstein, der die Bezeichnung „1736 S“, nach dem Handelsmann Valentin Schmidt, trägt.